# Ганна Гарт
Ганна Мод Гарт (англ. Hannah Maud Hart; нар. 2 листопада 1986) — американська блогерка, гумористка, письменниця та акторка. Відома своїм проєктом «Моя п'яна кухня» (англ. My Drunk Kitchen), в якому готує всілякі страви напідпитку. Окрім свого головного каналу на ютюбі, Гарт має другий, на якому вона ділиться своїми думками щодо різних тем. Вона спродюсувала незалежну комедійну стрічку «Табір „Такота”» (2014), а також зіграла роль героїні на ім'я Елісон Генрі. Гарт є авторкою гумористичної кулінарної книги «Моя п'яна кухня: Посібник з їди, пиття та потурання серцеві» (англ. My Drunk Kitchen: A Guide to Eating, Drinking, and Going with Your Gut), що став бестселером за версією «Нью-Йорк таймз».

## Життєпис

### Ранні роки
Ганнова мати страждала від психозу, тому їхню оселю подекуди перевіряли на якість умов життя. Гарт має старшу сестру, на ім'я Наомі (англ. Naomi), та молодшу єдинокровну сестру, Меґґі (англ. Maggie). Після здобуття освіти у Бурлінґеймській середній школі, Гарт нетривалий час жила в Японії восени 2006 року, згодом повернулася додому. Вона завершила навчання в Університеті Каліфорнії в Берклі в травні 2009 року, здобувши два ступені: з англійської літератури та японської мови. Після цього, Гарт переїхала до Сан-Франциско, щоб жити зі своєю найкращою подругою Ганною Ґелб, з якою вони разом записували подкаст «Проганналізуй це» (англ. Hannalyze This). Згодом Гарт переїхала до Брукліну, що в місті Нью-Йорку, аби розвиватися як письменниця. Зрештою, замість омріяного письменництва, вона коригувала японські та англійські тексти для мангеттенського підприємства. Створивши канал на ютюбі, два місяці по тому вона звільнилася з роботи, аби зосередитися на своєму проєкті «Моя п'яна кухня».

### «Моя п'яна кухня»
Найбільш відомий проєкт Ганни зародився у березні 2011 року, коли вона перебувала в будинку сестри та розмовляла з другом вебкамерою. За допомогою свого макінтошу, Гарт зафільмувала, як вона, сп'яніла від вина, намагалася приготувати сирний сандвіч без сиру. Вона завантажила це відео на ютюб, назвавши його «Моя п'яна кухня». За кілька днів воно налічувало 100 000 переглядів. Глядачі почали просити продовження, і Гарт зробила ще декілька випусків. Згодом, вона перейменувала своє відео про сандвіч, аби відмітити його як перший епізод її проєкту. У липні 2011, «Моя п'яна кухня» налічувала 800 000 переглядів, через що Гарт отримала партнерство ютюбу.
Ганна приймала деяких відомих особистостей у своєму проєкті, зокрема, британського кухаря Джеймі Олівера, акторку Мері Луїз-Паркер, актора Кріса Гардвіка, блогера Тайлера Оклі, співака Ленса Беса та письменника Джона Ґріна, що згодом написав передмову до її кулінарної книги. Гумористка Сара Сільверман також співпрацювала з Ганною Гарт у грудні 2014, у відео, що показувало лікувальні властивості коноплі.
Нові епізоди «Моєї п'яної кухні» виходять щочетверга на головному каналі Гарт. 2013 року, на третьому врученні нагороди «Стрімі», Ганна Гарт стала лавреаткою нагороди в категорії «Найкращий жіночий гумористичний виступ» (англ. Best Female Performance in a Comedy). 2014 року Гарт, разом з Ґрейс Гелбіґ, була співведучою четвертої церемонії «Стрімі». Тоді «Моя п'яна кухня» була номінована як «Найкраща комедія» (англ. Presentation's award for best comedy).

### «Привіт, Гарто: Тур»
2 січня 2013 року Ганна завантажила на ютюб відео, в якому розповіла про думки щодо світового туру, зі своїми виступами. Вона спорядила кампанію зі збору коштів на «Індіґоґо», з метою зібрати $50 000 упродовж місяця. Проте, з плином кількох годин, мету вже було досягнуто. Гарт вирішила продовжити збір коштів до 2 лютого. Залежно від кількости набраних грошей, вона мала намір відвідати Канаду, Європу та Австралію. Врешті, люди посплачували їй понад $220 000. Перший етап туру відбувся у квітні 2013 року.
«Привіт, Гарто: Тур» (англ. Hello Harto: The Tour Show) складався з трьох частин: відеоблогу, мандрів і кулінарії. Гарт завантажувала різні відео про її подорож на своєму другому каналі, «ТвояГарто» (англ. YourHarto). Також, щочетверга, на її основному каналі з'являлися відео про міста, в яких Ганна перебувала під час туру; а також кулінарні відео, які Гарт фільмувала вдома у гостей, що жили у відвідуваних нею містах. Гарт мандрувала разом з командою, яка, окрім неї, складалася з Перл Вайбл (англ. Pearl Wible; продюсерки), Сема Молера (англ. Sam Molleur; режисера) та Ніка Андервуда (англ. Nick Underwood; водія). Лейтмотив туру, написаний Гарт, супроводжувався відео, в якому її прихильники гуляли коло їхніх улюблених місць.
Після незадоволених відгуків деяких прихильників, які бідкувалися, що Гарт відвідує недостатньо місць та робить замало зустрічей, вона завантаживала відео під назвою «Справжній „Привіт, Гарто“». У ньому вона показувала, як проходить робота під час туру, та пояснювала, чому вона така непроста.
У листопаді 2014, почали з'являтися відео про подорож Гарт до Австралії та Нової Зеландії, що були зафільмовані за рік до туру, за грошової підтримки «Контікі-турз». Окрім неї, в них взяли участь й інші блогери.

### Без фільтрів
2 лютого 2013 Ганна Гарт взяла участь у гумористичному проєкті, разом з її подругами Ґрейс Гелбіґ та Меймрі Гарт. Він був утілений у виставковій залі «Нерд-мелт» (англ. NerdMelt), що в Лос-Анджелесі. Вони закликали авдиторію фільмувати їхній виступ, та завантажувати до соцмереж, із гештегом #ДійствоБезФільтрів (англ. #NoFilterShow). Проєкт швидко став відомим на Тамблері та ютюбі. Гарт, Гелбіґ і Гарт повторили виступ (тривалістю 75 хвилин), на заході «Плейлист-лайв» у березні 2013 року. Прихильники почали просити відвідати різні країни з виступом, тому гумористки вирішили об'єднати дати їхнього дійства з туром «Привіт, Гарто». #ДійствоБезФільтрів повернулося з декількома виступами у серпні, жовтні та листопаді 2014, та влітку 2015 року. Вони також гастролювали за кордоном, у Лондоні та Дубліні.

### «Табір „Такота“»
2 серпня 2013 року, Гарт, зі сцени «ВідКону» оголосила про свою участь у стрічці «Табір „Такота“», до якої також долучилися Ґрейс Гелбіґ та Меймрі Гарт. Головня героїня фільму, дівчина Еліза (Гелбіґ), змушена покинути свою роботу у великому місті, та повернутися до свого літнього табору, де вона возз'єднується зі своїми подругами Елісон (Г. Гарт) і Максін (М. Гарт). Фільмування кінокартини, зрежисованої Крісом і Ніком Райде́лами, почалося 21 серпня 2013 року в Каліфорнії. Майкл Ґолдфайн з «Рокстрім студіоз» був одним з продюсерів фільму. Трейлер «Табору „Такота“» був завантажений 21 грудня 2013 року. 14 лютого 2014 року фільм став доступний для завантаження на офіційному сайті. 1 грудня того ж року перегляд «Табору „Такота“» став можливим на «Нетфліксі».

### Гумористична кулінарна книга
У серпні 2014 року Гарт випустила свою першу гумористичну книгу. Книга одержала назву «Моя п'яна кухня: Посібник з їди, пиття та потурання серцеві». Гарт описувала свою книгу як «самовчитель з веселощів та кухарства напідпитку». Кулінарна книга ввійшла до списку бестселерів «Нью-Йорк таймз» під шостим номером у категорії «Поради, самовчителі та інше». Вона залишилась на цій позиції ще два тижні. Часопис «Паблішерз Віклі» поставив книгу Гарт на третє місце в рейтингу нехудожніх видань у твердій обкладинці, назвавши цю книгу не так кулінарною, як розповіддю про друзів для друзів. Письменник Джон Ґрін у своїй передмові написав: «Я забороняю після прочитання цієї дивовижної та корисної книги, згортати її, не закохавшись у Гарт».

### Мемуари
Гарт написала мемуари під назвою «Буферизація: Непоширені історії про цілковито завантажене життя» (англ. Buffering: Unshared Tales of a Life Fully Loaded). Книга була видана виданням «Гарпер-Колінз Паблішинг» 18 жовтня 2016 року. Вона посіла четверте місце в списку «Найкращі продажі (тверда обкладинка)» від «Нью-Йорк таймз».

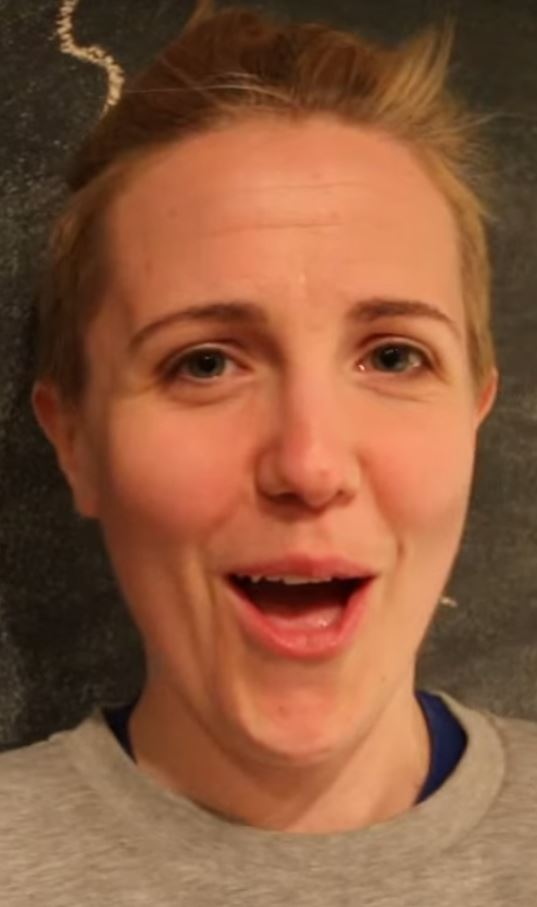
Ганна Гарт у відео «Влоґбразерс» (Vlogbrothers) 2016 року.

### «Електровумен та Дайнаґерл»
26 лютого 2015 року ЗМІ оголосили, що Гарт разом із Ґрейс Гелбіґ фільмуватимуться у новій версії дитячого телесеріалу сімдесятих «Електровумен та Дайнаґерл».

### «Брудні 30»
28 жовтня 2015 року Гарт оголосила, що вона, разом із Ґрейс Гелбіґ та Меймрі Гарт, братиме участь у створенні фільму, який продюсуватиме «Лайонс Ґейт Інтертейнмент» (англ. Lions Gate Entertainment). Фільм мав назву «Брудні 30» (англ. Dirty 30). Його сюжет розповідав про вечірку, що пішла шкереберть. Першопоказ кінокартини відбувся 32 вересня 2016 року. Кеті Волш, з газети «Лос-Анджелес Таймс», написала, що «у „Брудних 30“ Ґрейс Гелбіґ, Ганна Гарт і Меймрі Гарт демонструють свої швидкострільні, чутливі особистості».

### Кулінарні передачі
У червні 2016 Гарт була запрошеною суддею для 12 сезону передачі «Зірка мережі їжі» (англ. Food Network Star). 14 серпня 2017 в телеетері з'явилася її власна телепередача «Ай-Гарт-фуд» (англ. I Hart Food). У шести епізодах, Ганна куштувала їжу в Нью-Мексико, Північній Кароліні, Мейні, Орегоні, Мінесоті та Монтані.

### «Путня пропозиція»
У квітні 2019 було оголошено, що Гарт стане відницею нової програми в межах Цифрової мережі Елен (англ. Ellen Digital Network) — «Путня пропозиція» (англ. A Decent Proposal). Програма передавалася на платформі «Елентюб» та на ютюб-каналі [Архівовано 3 жовтня 2019 у Wayback Machine.] «Елен-шоу».

### «Їстівна історія»
У жовтні 2019 року, за сприяння «Баз-Фід», відбувся першопоказ нової передачі Гарт, яка мала назву «Їстівна історія». У ній Гарт досліджувала рецепти минулого та відтворювала їх. Відео опубліковувалися щотижня.

## Дискографія
Сингли
Назви подано мовою оригіналу.
- «Show Me Where Ya Noms At» (2011)
- «Oh Internet» (2012)
- «Cheese Pleasin Me» (2012)
- «Ur the 1z» (2013)
- «Summer Jam» (2015)

## Особисте життя
Гарт є лесбійкою. 27 липня вона оголосила про заручини зі своєю дівчиною Еллою Мєлніченко. Побратися вони мають намір 2020 року.

## Нагороди та номінації
| Рік  | Нагорода                         | Категорія                         | Наслідок  | Джерело       |
| ---- | -------------------------------- | --------------------------------- | --------- | ------------- |
| 2013 | Шорті (5-та церемонія вручення)  | Найкращі блогери                  | Номінація | [ 45 ]        |
| 2013 | Стрімі (3-тя церемонія вручення) | Найкращий жіночий виступ: Комедія | Перемога  | [ 46 ]        |
| 2014 | Стрімі (4-та церемонія вручення) | Найкраща комедія                  | Перемога  | [ 47 ] [ 48 ] |
| 2016 | Шорті (8-ма церемонія вручення)  | Найкраща кулінарія                | Перемога  | [ 49 ]        |
| 2016 | Стрімі (6-та церемонія вручення) | Найкраща акторка                  | Номінація | [ 50 ]        |
| 2018 | Шорті (10-та церемонія вручення) | Творець десятиріччя               | Номінація | [ 51 ]        |